# Gundinci
Gundinci är en ort i Kroatien.   Den ligger i länet Brod-Posavina, i den östra delen av landet, 210 km öster om huvudstaden Zagreb. Gundinci ligger 81 meter över havet och antalet invånare är 2 305.
Terrängen runt Gundinci är mycket platt. Runt Gundinci är det ganska tätbefolkat, med 62 invånare per kvadratkilometer. Närmaste större samhälle är Đakovo, 17,8 km norr om Gundinci. Trakten runt Gundinci består till största delen av jordbruksmark.